# Vipiomorpha fischeri
Vipiomorpha fischeri är en stekelart som beskrevs av Ahmet Beyarslan 1992. Vipiomorpha fischeri ingår i släktet Vipiomorpha och familjen bracksteklar. Inga underarter finns listade i Catalogue of Life.